# 4486 Mithra
4486 Mithra este un asteroid din grupul Apollo, descoperit pe 22 septembrie 1987 de Eric Elst și Vladimir Șkodrov.